# Carmen (1983)
Carmen ist ein spanischer Spielfilm des Regisseurs Carlos Saura aus dem Jahr 1983. Er stellt Georges Bizets Oper Carmen, eine Adaption der gleichnamigen Novelle von Prosper Mérimée, als Flamencochoreographie dar. Dabei verwebt er die Handlung der Oper mit der Geschichte des Tanzensembles.

## Inhalt
Der Choreograph Antonio bereitet eine Aufführung von George Bizets Oper "Carmen" vor, die er mit spanischer Musik und Flamencotänzen gestalten will. Sein Partner ist der Gitarrist Paco, der die Originalmusik vom Band hört und sie mit seinem Instrument umzusetzen versucht. Antonio ist bestrebt, die perfekte Besetzung für die Hauptdarstellerin zu finden und begibt sich in verschiedene Säle seiner Flamencoschule, doch sieht er keine richtige Carmen unter den Tänzerinnen. Seine beste, Cristina, ist für die Rolle zu alt. Als er wieder einmal zusammen mit seinem Freund Frauen beobachtet, die mit Kastagnetten üben, betritt Carmen verspätet den Raum. Antonio ist von der temperamentvollen Tänzerin und ihrer erotischen Ausstrahlung fasziniert und möchte es mit ihr versuchen. Als sie probeweise zusammen tanzen, befinden die Zuschauer, dass es ein schönes Paar sei.
Nach einer Flamencoaufführung gibt Antonio der jungen Frau das Buch von Prosper Mérimée mit der Aufforderung, es zu lesen, doch Carmen ist sich schon sicher, dass sie diese Rolle spielen wird. Daraufhin bittet Antonio Cristina, mit ihr zu arbeiten und sie intensiv auszubilden. Bevor die Opernszene von der Tabakfabrik geprobt wird, beruft sich Antonio auf die Textvorlage und fordert die Darsteller auf, sich den Raum und die Hitze vorzustellen. Zum Gesang wird der Rhythmus auf die Tische geschlagen. Als Carmen und Cristina ihren Streit beginnen, bildet sich um sie ein Kreis mit zwei Parteien. Schließlich ersticht Carmen scheinbar ihre Gegnerin und wird von zwei Polizisten abgeführt. Doch Antonio befreit sie, worauf sie sich ihm verführerisch nähert. Aus Stühlen wird ein Bett aufgebaut. Carmen tanzt aufreizend vor ihrem Retter und küsst ihn. Nachdem sie ums Bett getanzt sind und sich darauf niedergelassen haben, endet die Einstellung.
Inzwischen hat sich Antonio in seine Partnerin verliebt und erwartet sie am Abend in seiner Wohnung. Dort umarmen und küssen sie sich leidenschaftlich und trinken Wein. In der nächsten Szene liegen beide im Bett und es wird klar, dass sie miteinander geschlafen haben. Doch mitten in der Nacht zieht sich Carmen an und verlässt ihn. Sie besucht ihren Mann, der wegen Drogendelikten im Gefängnis sitzt, und Paco erzählt Antonio am nächsten Tag, dass sie verheiratet ist.
Die folgende Tanzszene stellt einen Stierkampf dar. Am Ende betritt Carmen mit einem Mann den Raum und erklärt Antonio, dass dies ihr Ehemann sei, der gerade entlassen wurde. Um ihn zu beschwichtigen, gibt sie vor, nur ihn zu lieben und sonst niemanden. Sie schläft wieder mit ihm und behauptet, ihr Mann wolle fortgehen und ein neues Leben beginnen, doch dazu brauche er Geld. Antonio gibt ihr im Vertrauen auf diese Aussage eine größere Summe.
Am nächsten Tag spielen einige der Darsteller Karten. Carmens Ehemann erklärt auf die Frage eines Mitspielers, was er nun tun wird, dass er dasselbe machen wird wie vorher, nämlich mit Drogen dealen. Das Geschäft würde zwar immer härter werden, aber nicht für ihn. Als er dann noch gegen Antonio gewinnt, beschimpft dieser ihn und greift ihn tätlich an. Der Konflikt wird wie alle in dem Film nicht in Form von Dialogen, sondern tänzerisch ausgetragen. Die folgende Eifersuchtsszene, die mit Stöcken getanzt wird, scheint zunächst in der Gegenwart zu spielen, doch am Ende sieht man die Zuschauer und merkt, dass sie zum Theaterstück gehört. Antonio tötet zum Schein seinen Gegner und blickt dabei auf Carmen, die ihren Ehering vom Finger zieht und ihn auf den am Boden Liegenden wirft.
Das Ensemble macht sich nacheinander auf den Heimweg. Auf der Suche nach Carmen kommt Antonio in die Kleiderkammer und entdeckt sie halbnackt zusammen mit einem anderen Mann hinter den Kostümen. Als sie an ihm vorbei will, hält er sie auf, doch sie erklärt, sie habe ihm nichts versprochen und er könne keine Ansprüche stellen. Er will sie jedoch mit keinem anderen teilen, worauf sie ihn küsst und erneut versichert, ihn zu lieben.
In der Schlussszene tanzen die Darsteller paarweise miteinander, auch Carmen und Antonio. Ein als Torero gekleideter Mime löst ihn ab, worauf plötzlich Stille herrscht und sich zwei Gruppen bilden. Vom Gespräch zwischen Antonio und Carmen ist nichts zu verstehen, doch am Ende geht Carmen zu dem Stierkämpfer. Antonio folgt ihr und zieht sie zu sich. Bühnengeschehen und Wirklichkeit vermischen sich immer mehr. Beim folgenden Tanz zwischen den beiden Rivalen folgt Carmen ihnen mit den Augen und teilt am Ende Antonio mit, dass es zwischen ihnen aus sei, sie ihn nicht mehr liebe und er sie in Ruhe lassen soll. Sie stößt ihn zurück, er folgt ihr, zieht ein Messer aus der Hosentasche und ersticht sie, wobei der Zuschauer wiederum im Unklaren gelassen wird, ob dies real ist oder zum Stück gehört.

## Kritik
„Sauras Bearbeitung unterscheidet sich von konventionellen Adaptionen vor allem dadurch, daß sie den Prozeß der Bearbeitung selbst zum Thema macht und den Verbindungslinien zwischen Kunst und Leben nachspürt. Brillant gestaltete Tanzszenen und eine mitreißende Musikbegleitung (der Gitarrist Paco de Lucia führt Bizets Kompositionen auf ihre Wurzeln in der spanischen Volkskultur zurück) verdecken einige Schwächen in den Spielfilmteilen.“

„Da die Bühnendarsteller den Handlungsstoff selbst erleben, verwischt die Grenze zwischen Realität und Fiktion. Der Zuschauer bleibt mit der Frage zurück, ob der Mord im Film wirklich stattfand. Trotz einiger Dialogschwächen machen die brillanten Tanzszenen und die Flamenco-Musik von Paco de Lucia «Carmen» zu einem durchaus sehenswerten Film.“

„Immer wieder gehen die erzählten Szenen und die Proben in ausgefeilte Tänze mit elektrisierender Flamenco-Musik des Gitarristen Paco de Lucia über. Saura verbindet den Prozess der Entwicklung des Stoffes im Tanzstudio mit Diskursen über Kunst und Leben.“

## Auszeichnungen
- Internationale Filmfestspiele von Cannes 1983: Bester künstlerischer Beitrag
- Oscar-Nominierung 1983 in der Kategorie Bester fremdsprachiger Film
- Nominierung für den César 1984 in der Kategorie Bester ausländischer Film
- Golden-Globe-Nominierung 1984 als Bester fremdsprachiger Film